# رنه آمل
رنه آمل (فرانسوی: René Hamel‎; زاده ۱۴ اکتبر ۱۹۰۲ – درگذشته ۷ نوامبر ۱۹۹۲) دوچرخه‌سوار اهل فرانسه بود.